# Joaquim Pina Moura
Joaquim Augusto Nunes de Pina Moura (ur. 22 lutego 1952 w m. Seia, zm. 20 lutego 2020 w Lizbonie) – portugalski polityk, ekonomista i nauczyciel akademicki, parlamentarzysta, w latach 1997–2001 minister.

## Życiorys
Kształcił się w zakresie inżynierii mechanicznej na Uniwersytecie w Porto, w latach 1972–1974 kierował tamtejszym zrzeszeniem studenckim. Został absolwentem ekonomii w instytucie gospodarki i zarządzania ISEG w ramach Universidade Técnica de Lisboa. Pracował w tym instytucie jako nauczyciel akademicki, specjalizował się w ekonomii monetarnej. W latach 1972–1991 należał do Portugalskiej Partii Komunistycznej, w połowie lat 90. związał się z Partią Socjalistyczną. W 1995, 1999, 2002 i 2005 z ramienia socjalistów wybierany na posła do Zgromadzenia Republiki.
Był członkiem obu gabinetów Antónia Guterresa. Pełnił funkcję sekretarza stanu przy urzędzie premiera (1995–1997). Od listopada 1997 do września 2000 sprawował urząd ministra gospodarki, a od października 1999 do lipca 2001 zajmował stanowisko ministra finansów. Wchodził w skład władz Europejskiego Banku Odbudowy i Rozwoju. Był też dyrektorem koncernu energetycznego Galp i prezesem przedsiębiorstwa Iberdrola Portugal. Zajmował stanowisko profesora w ISEG oraz w szkole biznesowej ISG.